# Браун (округ, Огайо)
Округ Браун (англ. Brown County) располагается в штате Огайо, США. Официально образован 1 марта 1818 года. По состоянию на 2010 год, численность населения составляла 44 846 человека.

## География
По данным Бюро переписи США, общая площадь округа равняется 1 278,037 км2, из которых 1 269,153 км2 суша и 8,910 км2 или 0,700 % это водоёмы.

## Население
По данным переписи населения 2000 года в округе проживает 42 285 жителей в составе 15 555 домашних хозяйств и 11 790 семей. Плотность населения составляет 33,00 человек на км2. На территории округа насчитывается 17 193 жилых строений, при плотности застройки около 14,00-ти строений на км2. Расовый состав населения: белые — 98,08 %, афроамериканцы — 0,92 %, коренные американцы (индейцы) — 0,18 %, азиаты — 0,13 %, гавайцы — 0,00 %, представители других рас — 0,08 %, представители двух или более рас — 0,60 %. Испаноязычные составляли 0,44 % населения независимо от расы.
В составе 37,10 % из общего числа домашних хозяйств проживают дети в возрасте до 18 лет, 61,30 % домашних хозяйств представляют собой супружеские пары проживающие вместе, 10,00 % домашних хозяйств представляют собой одиноких женщин без супруга, 24,20 % домашних хозяйств не имеют отношения к семьям, 20,20 % домашних хозяйств состоят из одного человека, 8,50 % домашних хозяйств состоят из престарелых (65 лет и старше), проживающих в одиночестве. Средний размер домашнего хозяйства составляет 2,69 человека, и средний размер семьи 3,09 человека.
Возрастной состав округа: 27,60 % моложе 18 лет, 8,10 % от 18 до 24, 30,30 % от 25 до 44, 22,40 % от 45 до 64 и 22,40 % от 65 и старше. Средний возраст жителя округа 35 лет. На каждые 100 женщин приходится 96,80 мужчин. На каждые 100 женщин старше 18 лет приходится 94,80 мужчин.
Средний доход на домохозяйство в округе составлял 38 303 USD, на семью — 43 040 USD. Среднестатистический заработок мужчины был 32 647 USD против 22 483 USD для женщины. Доход на душу населения составлял 17 100 USD. Около 8,80 % семей и 11,60 % общего населения находились ниже черты бедности, в том числе — 15,20 % молодежи (тех, кому ещё не исполнилось 18 лет) и 9,40 % тех, кому было уже больше 65 лет.